# ديف ووكر
ديف ووكر (بالإنجليزية: Dave Walker)‏ (15 أكتوبر 1941 المملكة المتحدة - 21 أبريل 2015 المملكة المتحدة) هو لاعب كرة قدم بريطاني.